# محمد أمين طاهر العمري
العقيد الركن محمد أمين بن احمد طاهر العمري، ولد في الموصل عام 1306 هـ/ 1889، وينحدر نسبهُ من أسرة موصلية ثرية ونبيلة. وأكمل دراسته الأولية في مدارس الموصل ثم التحق بالمدرسة العسكرية في بغداد، وبعدها سافر إلى إسطنبول ودخل مدرسة المدفعية العسكرية العليا، فتخرج منها برتبة ملازم ثان في عام 1909، وعين في بطرية الصحراء في أدرنة، ثم نقل إلى الحدود التركية البلغارية، ثم نقل إلى بغداد عام 1910، كان العمري من الضباط الذين استعانت بهم الدولة العثمانية في تنظيم قواتها المسلحة الموجودة في العراق، بسبب كفاءته ومقدرته، واشترك في مواجهة الحركات العسكرية الداخلية المناوئة للدولة آنذاك مثل حركات العشائر وغيرها، فكان لهُ دور بارز في مواجهتها، الأمر الذي حفزه إلى ان يدخل كلية الأركان العثمانية عام 1913 فتخرج منها برتية ضابط ركن، واسندت إليه آمرية بطرية الصحراء، كما عمل في مواقع قيادية مهمة في هيئة الأركان العامة، ومواقع الأركان في الجيش العثماني المتواجد في بلغاريا، فنال تقدير قادتها، ثم عهدت إليه واجبات عسكرية في مواقع الأركان العثمانية في أوروبا، وعند قيام الحرب العالمية الأولى عام 1914, نقل العمري مع وحدته إلى الجيش العثماني السادس المرابط في العراق، ثم إلى جحفل الفرات، وشارك هناك في قمع الحركات العسكرية المناوئة للدولة العثمانية، ثم صار ملحقاً لشعبة الحركات وخط مواصلات الفيلق الثاني عشر، بعدها نقل إلى مقر القيادة العسكرية العليا لوزارة الحربية العثمانية في الاستانة عام 1918، وصار وكيلاً لرئاسة أركان الحرب العثمانية، وعلى أثر عقد هدنة موندروس، وتنصل بريطانيا عن وعودها التي قطعتها للعرب أيام ثورة 1916، التحق العمري بالجيش العربي الذي دخل إلى سوريا، وبدأ قتالهِ ضد بريطانيا مع الضباط العراقيين، فانيطت بهِ مهام قيادة القوات النظامية، وغير النظامية عام 1919، لمواجهة بريطانيا في مناطق دير الزور، والبوكمال. ثم أصبح ضابط الارتباط بين الجيش التركي الذي وقع تحت قيادة مصطفى كمال أتاتورك، الذي قاد حرب الاستقلال التركية ضد الحلفاء، وبين الجيش العربي واللذان توحدا بسبب الروابط الدينية والاجتماعية، تجاه عدو لا يشترك معهم بتلك الروابط، والذي تمكن من الحصول على المدد العسكري من الكماليين لمحاربة بريطانيا في الموصل، حتى تمكن الجيش العربي من هزيمتهم في مناطق دير الزور، والبوكمال، وتلعفر، والتي مهدت بدورها لقيام ثورة العشرين، التي أجبرت بريطانيا على العمل بجدية لأجل تشكيل حكومة عراقية. وعندما عاد العمري إلى العراق، ساهم بشكل كبير في تنظيم الجيش العراقي وبنائه، فشغل العديد من المناصب في تلك الفترة، وعمل معلماً في الكلية العسكرية الملكية، وآمراً للبطرية الجبلية الثانية وغيرها.

## أهم مؤلفاته
لقد كان العمري يتسم بالنشاط العسكري والسياسي، مما أهله ليكون قائداً عسكرياً ذو إحاطة بالجانب الاجتماعي والسياسي، ويغلب على علمهِ قوة التركيز والتشخيص، فأصبح لآرائه الفكرية قيمة في مجال الإصلاح العلمي، ولهُ اسلوب دقيق في الكتابات العسكرية، فألف ووضع العديد من المؤلفات في الفنون الحربية، والفن العسكري، ونشر العديد من دراساته في المجلات والصحف ومن أبرزها:
- الاستخبارات.
- التنقلات.
- واجبات الأركان.
- الاستحكامات العسكرية.
- تعاون المدفعية والمشاة.
- تاريخ مقدرات العراق السياسية.
- التاريخ السياسي في المشرق العربي.
- تاريخ حرب العراق 1914 – 1918.

## أهم المناصب
لقد أهله النتاج العسكري والسياسي والثقافي لكي يكون معلماً في كلية الأركان العراقية الملكية في عام 1928، ثم أصبح آمراً لتلك الكلية للفترة من 25 كانون الأول 1932 حتى 18 تشرين الثاني 1933، وهو برتبة عقيد ركن.

## قالوا عنه
- نشرت عنهُ الصحف العراقية فقيل: (أنه واحد من القلائل الذين أرسوا دعائم الفكر العسكري العراقي، رجل وطني غيور، وقائد مغوار، وواحد من مؤسسي الجيش العراقي، عسكري بطل، وعالم فاضل، من خيرة الضباط الأركان الذين خدموا الدولة العراقية الملكية، وهو رجل وطني مخلص خدم المملكة العراقية خدمة لم ينتج منها سوى رفع شأن العراق وجيشه.
- أما الضابط العراقي صلاح الدين الصباغ، فقد دون في مذكراتهِ عن العمري هذا القول: (كان باسلاً طموحاً ومثابراً).[4]
- في حين كتبت عنهُ إحدى المجلات العسكرية ما نصه: (كان مثالاً رائعاً للنبل والتواضع والشرف).

## وفاته
توفى في بغداد نهاية عقد الخمسينيات.